# I Wanna Rock (singel Twisted Sister)
I Wanna Rock – piosenka rockowa zespołu Twisted Sister, wydana w 1984 roku jako singel promujący album Stay Hungry.

## Charakterystyka
Podmiot liryczny daje do zrozumienia, że chce grać rocka. Przekazem piosenki było, że nie ma konieczności dostosowywania się do norm społecznych.
Dee Snider powiedział, że na powstanie piosenki miały wpływ metalowe piosenki Iron Maiden i AC/DC. W „I Wanna Rock” muzyk chciał połączyć style obu tych grup.
W teledysku wystąpił Mark Metcalf, odtwarzający również rolę w klipie do „We’re Not Gonna Take It”. Metcalf odgrywa rolę nauczyciela, który na początku klipu krytykuje ucznia. Podobnie jak w „We’re Not Gonna Take It”, ma miejsce dialog, w którym uczeń w odpowiedzi na pytanie, co chce zrobić ze swoim życiem, mówi, że chce grać rocka. Na końcu teledysku nauczyciel jest oblany przez ucznia wodą.

## Odbiór
Utwór zajął dwudzieste miejsce na liście najlepszych metalowych piosenek VH1. W Kanadzie singel zdobył status podwójnej platyny.
| Lista             | Pozycja | Źródło |
| ----------------- | ------- | ------ |
| Kanada            | 44      | [ 3 ]  |
| Norwegia          | 5       | [ 4 ]  |
| Nowa Zelandia     | 10      | [ 4 ]  |
| Południowa Afryka | 3       | [ 5 ]  |
| Stany Zjednoczone | 68      | [ 1 ]  |
| Szwecja           | 10      | [ 6 ]  |
| Wielka Brytania   | 93      | [ 7 ]  |

## Covery i wykorzystanie
Piosenka w nieco zmienionej wersji, pod nazwą „Goofy Goober Rock”, nagrana przez Toma Rothrocka i Jima Wise’a, została wykorzystana w filmie SpongeBob Kanciastoporty. W 2008 roku gitarzysta Twisted Sister, Jay Jay French, nagrał wersję piosenki pn. „I Want Barack” jako wsparcie dla kandydata na prezydenta Stanów Zjednoczonych, Baracka Obamy. W 2018 roku pianista William Joseph skomponował klasyczną wersję piosenki na potrzeby reklamy Mitsubishi o nazwie „Keys”, promującej model Eclipse Cross. Piosenkę wykonywali także m.in. Lit (2001), Arthemis (2005) i Diego Boneta (2012). Z kolei sample z utworu wykorzystali m.in. Z-Trip („U Can Get With Discs or U Can Get With D.A.T.”, 1995), Babasónicos („Soy Rock”, 2001), Necro („I Wanna Fuck”, 2005) i Club Dogo („Sangue Blu”, 2012).